# Лебедев, Юрий Васильевич
Ю́рий Васи́льевич Ле́бедев (род. 1 марта 1951, Москва) — советский хоккеист, правый нападающий, заслуженный мастер спорта СССР (1974), самый титулованный игрок команды «Крылья Советов» (Москва).

## Биография
Первые два сезона провёл в ЦСКА (1969/70) и в клубе 2-й лиги СКА (Калинин) (1970/71). С сезона 1971/72 и по 1984/85 играл за «Крылья Советов» (с перерывом на 1982/83, когда выступал в качестве играющего тренера в немецком хоккейном клубе 2-й лиги «Гамбург СВ»).
Тренер Борис Кулагин и тройка Лебедев — Анисин — Бодунов были главными составляющими победы «Крыльев Советов» в чемпионате СССР 1973/74. Дебют тройки в сборной пришёлся на суперсерию СССР — Канада осенью 1972 года.
Работал тренером и президентом команды «Крылья Советов» (Москва). В настоящее время[какое?] — спортивный директор клуба.
- Награждён орденом «Знак Почёта» (1981), медалью «За трудовую доблесть» (07.07.1978).

В настоящее время[какое?] продолжает выступать в ветеранских турнирах в составе ХК «Легенды хоккея СССР».

## Статистика и достижения
- Чемпион мира (1973—1975, 1978, 1979, 1981), серебряный призёр Олимпийских игр 1980 года. В ЧМЕ и ЗОИ — 42 матча, 10 голов.
- Участник Суперсерии-72 и Суперсерии-74. Участник розыгрыша Кубка Канады 1976 (4 матча).
- Чемпион СССР 1974, второй призёр чемпионата СССР 1975, третий призёр 1973 и 1978. Обладатель Кубка СССР 1974.
- Чемпион РСФСР 1971
- За 14 сезонов в высшей лиге СССР сыграл 473 игр, забил 181 шайбу и сделал 218 голевых передач.
- 7 раз входил в расширенные списки лучших хоккеистов страны (в 1974—1977, 1979, 1981 и 1982).
- В течение 9 сезонов выступал за сборную СССР по хоккею. Забросил 25 шайб в 127 матчах[3] (в том числе 10 голов в 42 официальных матчах[4]).